# Saison 1920-1921 de la LNH
Saison précédente Saison suivante
La saison 1920-1921 est la quatrième saison de la Ligue nationale de hockey. Chaque équipe a joué 24 parties.

## Saison régulière
Après une saison seulement, les Bulldogs de Québec déménagent à Hamilton en Ontario pour devenir les Tigers de Hamilton.

### Classement
| Clt   | Équipe                    | PJ | V | D | N | BP | BC | Pts |
| ----- | ------------------------- | -- | - | - | - | -- | -- | --- |
| +001, | Sénateurs d'Ottawa        | 10 | 8 | 2 | 0 | 49 | 23 | 16  |
| +002, | Saint Patricks de Toronto | 10 | 5 | 5 | 0 | 39 | 47 | 10  |
| +003, | Canadiens de Montréal     | 10 | 4 | 6 | 0 | 37 | 51 | 8   |
| +004, | Tigers de Hamilton        | 10 | 3 | 7 | 0 | 34 | 38 | 6   |

| Clt   | Équipe                    | PJ | V  | D  | N | BP | BC | Pts |
| ----- | ------------------------- | -- | -- | -- | - | -- | -- | --- |
| +001, | Saint Patricks de Toronto | 14 | 10 | 4  | 0 | 66 | 53 | 20  |
| +002, | Canadiens de Montréal     | 14 | 9  | 5  | 0 | 75 | 48 | 18  |
| +003, | Sénateurs d'Ottawa        | 14 | 6  | 8  | 0 | 48 | 52 | 12  |
| +004, | Tigers de Hamilton        | 14 | 3  | 11 | 0 | 58 | 94 | 6   |

- Champion de la moitié de saison

### Meilleurs pointeurs
| Joueur          | Équipe            | PJ | B  | A  | Pts |
| --------------- | ----------------- | -- | -- | -- | --- |
| Newsy Lalonde   | Montréal          | 24 | 33 | 10 | 43  |
| Cecil Dye       | Hamilton, Toronto | 24 | 35 | 5  | 40  |
| Cy Denneny      | Ottawa            | 24 | 34 | 5  | 39  |
| Joe Malone      | Hamilton          | 20 | 28 | 9  | 37  |
| Frank Nighbor   | Ottawa            | 24 | 19 | 10 | 29  |
| Reg Noble       | Toronto           | 24 | 19 | 8  | 27  |
| George Prodgers | Hamilton          | 24 | 18 | 9  | 27  |
| Harry Cameron   | Toronto           | 24 | 18 | 9  | 27  |
| Corbett Denneny | Toronto           | 20 | 19 | 7  | 26  |
| Jack Darragh    | Ottawa            | 24 | 11 | 26 | 26  |

## Séries éliminatoires de la Coupe Stanley

### Finale de la LNH
La finale de la Ligue a lieu entre les deux vainqueurs des deux moitiés de saison, les St. Patricks de Toronto et les Sénateurs d'Ottawa. Ces derniers l'emportent sur le score de 7 buts à 0 en deux matchs. Les Sénateurs gagnent ainsi leur place en finale de la Coupe Stanley et le Trophée O'Brien.

### Finale de la Coupe Stanley
La finale de la Coupe Stanley a lieu à Vancouver en Colombie-Britannique entre les Millionnaires de Vancouver de l'Association de hockey de la Côte du Pacifique et les Sénateurs d'Ottawa, en alternant les règles de la PCHA et la LNH.
- 21 mars : Sénateurs 1-3 Millionaires
- 24 mars : Millionaires 3-4 Sénateurs
- 28 mars : Millionaires 2-3 Sénateurs
- 31 mars : Sénateurs 2-3 Millionaires
- 4 avril : Millionaires 1-2 Sénateurs

Les Sénateurs d'Ottawa gagnent la série et la Coupe Stanley en cinq matchs.